# Проспихино
Проспихино — упразднённое в 2014 году село в Кежемском районе Красноярского края России. Являлось административным центром муниципального образования «Сельское поселение Проспихинский сельсовет».
Территория села, находившегося на берегу Ангары, была затоплена в 2012 году Богучанским водохранилищем в связи со строительством Богучанской ГЭС, жители переселены.

## География
Село находилось на берегу Ангары. После пуска в эксплуатацию Богучанской ГЭС эта территория оказалась на дне Богучанского водохранилища.
уличная сеть
Ангарская
Заречная
Киевская
Комсомольская
Лесная
Молодёжная
Московская
Набережная
Октябрьская
Партизанская
Пионерская
Портовская
Советская
Совхозная
Таёжная
Угорная

## История
До появления здесь русских на этой территории жили эвенки.
Проходил Ангаро-Илимский водный путь.
Для установления факта прекращения существования населенного пункта постановлением Правительства Красноярского края от 29.01.2013 № 21-п создана комиссия по установлению факта прекращения существования населенных пунктов, расположенных на территориях, подпадающих под затопление в связи со строительством Богучанской ГЭС.
Законом Красноярского края от 23 апреля 2013 года № 4-1253 муниципальное образование Проспихинский сельсовет упразднено с передачей в межселенную территорию. Село Проспихино официально стало находиться на межселенной территории, фактически уже не существуя.
31 октября 2013 года состоялось очередное заседание комиссии по установлению факта прекращения существования населенных пунктов, расположенных на территориях, подпадающих под затопление в связи со строительством Богучанской ГЭС (акт комиссии прилагается), на котором установлено:
- 1) факт отсутствия зарегистрированных жителей в указанных населенных пунктах (последний житель снят с регистрационного учёта 28.10.2013);
- 2) фактическое отсутствие находящейся на их территории жилой застройки;
- 3) факт завершения мероприятий по переселению граждан, проживающих в упраздняемых населенных пунктах, в соответствии с Законом края «Об условиях и порядке предоставления жилых помещений гражданам, подлежащим переселению из зоны затопления Богучанской ГЭС»;
- 4) отсутствие оснований для восстановления населенных пунктов.

На основании вышеизложенного, в связи с отсутствием оснований для восстановления указанных населенных пунктов, был подготовлен проект закона Красноярского края "Об упразднении административно-территориальных единиц и территориальных единиц Кежемского района и внесении изменений в Закон края «О перечне административно-территориальных единиц и территориальных единиц Красноярского края»
Законом Красноярского края от 20 марта 2014 года № 6-2191 в связи с затоплением ложа Богучанской ГЭС были официально упразднены 8 населённых пунктов: посёлок Косой Бык, деревня Верх-Кежма, село Кежма, посёлок Новая Кежма, посёлок Приангарский, деревня Усольцева, село Паново и село Проспихино.
Одновременно был упразднён «Проспихинский сельсовет».

## Население
| 1989 | 2002 | 2010 | 2012 |
| ---- | ---- | ---- | ---- |
| 1352 | ↘310 | ↘48  | ↘0   |

Последний житель снят с регистрационного учёта до 28.10.2013

## Инфраструктура
К 1880 году в селе Проспихино была церковь Енисейской духовной консистории Притча Кашино-Шиверской Преображенской церкви.